# ダミアン・ウィレムセ
ダミアン・ウィレムセ（Damian Willemse、1998年5月7日 - ）はユナイテッド・ラグビー・チャンピオンシップ、ストーマーズに所属するラグビーユニオン選手。

## プロフィール
- 南アフリカ・ストランド出身。
- ポジションはスタンドオフ(SO)、フルバック(FB)。
- 身長 183cm、体重 86kg[1]
- U20南アフリカ代表に選ばれたことがある[2]。
- 南アフリカ代表キャップは6（2020年3月現在）。

## 略歴
ウェスタン・プロヴィンスを経て、2017年、ストーマーズに加入。 
2019年、サラセンズに加入。同年、ラグビーワールドカップ2019の南アフリカ代表に追加召集された。